# Список наград и номинаций Джорджа Лукаса
Здесь представлен список наград и номинаций кинорежиссёра, сценариста и продюсера Джорджа Лукаса.

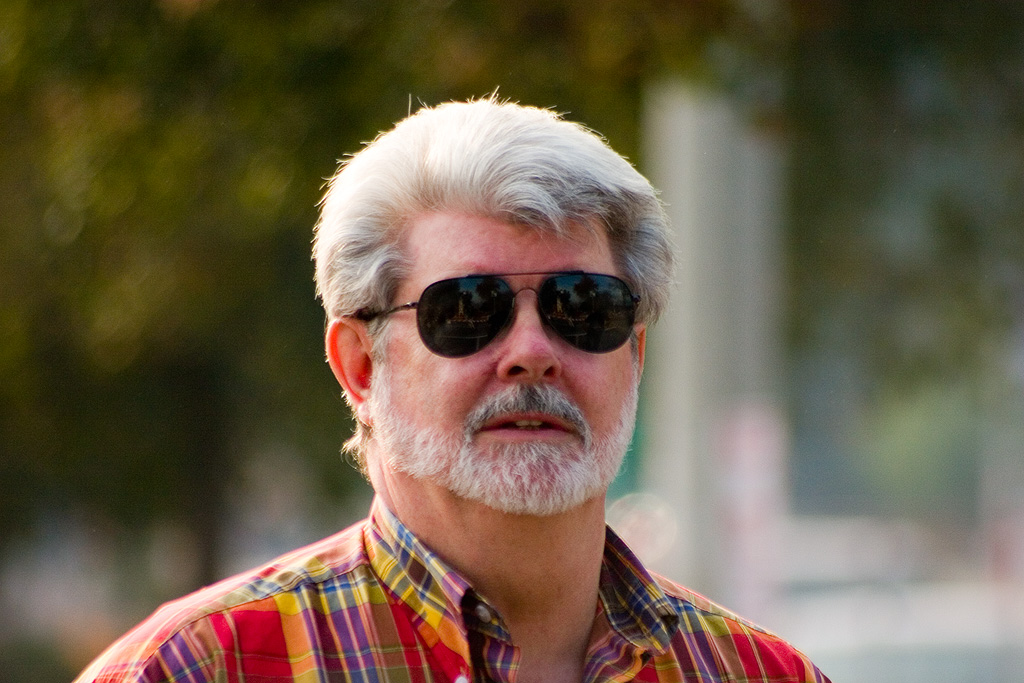

## Оскар
| Год  | Номинация                                                                 | Победа | Фильм                                    |
| ---- | ------------------------------------------------------------------------- | ------ | ---------------------------------------- |
| 1974 | Лучшая режиссура                                                          | Нет    | Американские граффити                    |
| 1974 | Лучший оригинальный сценарий (совместно с Глорией Кац и Уиллардом Хайком) | Нет    | Американские граффити                    |
| 1978 | Лучшая режиссура                                                          | Нет    | Звёздные войны. Эпизод IV: Новая надежда |
| 1978 | Лучший оригинальный сценарий                                              | Нет    | Звёздные войны. Эпизод IV: Новая надежда |
| 1992 | Премия имени Ирвинга Тальберга                                            | Да     | —                                        |

## Золотой глобус
| Год  | Номинация        | Победа | Фильм                                    |
| ---- | ---------------- | ------ | ---------------------------------------- |
| 1974 | Лучшая режиссура | Нет    | Американские граффити                    |
| 1978 | Лучшая режиссура | Нет    | Звёздные войны. Эпизод IV: Новая надежда |

## Эмми

### Прайм-тайм премия
| Год  | Номинация                                                 | Победа | Проект                                 |
| ---- | --------------------------------------------------------- | ------ | -------------------------------------- |
| 1984 | Выдающаяся детская программа (совместно с Томасом Смитом) | Нет    | Караван смельчаков. Приключения эвоков |
| 1985 | Выдающаяся детская программа (совместно с Томасом Смитом) | Нет    | Эвоки. Битва за Эндор                  |

### Дневная премия
| Год  | Номинация | Победа | Проект                       |
| ---- | --- | ------ | ---------------------------- |
| 2013 | Выдающаяся анимационная программа особого класса (совместно с Дэйвом Филони, Кэри Сильвер и Этто Уэтте Портильё) | Да     | Звёздные войны: Войны клонов |
| 2014 | Выдающаяся анимационная программа особого класса (совместно с Дэйвом Филони, Кэри Сильвер и Этто Уэтте Портильё) | Да     | Звёздные войны: Войны клонов |
| 2015 | Выдающаяся анимационная программа особого класса (совместно с Дэйвом Филони, Кэри Сильвер и Этто Уэтте Портильё) | Нет    | Звёздные войны: Войны клонов |

## Сатурн
| Год  | Номинация                                        | Победа | Фильм                                         |
| ---- | ------------------------------------------------ | ------ | --------------------------------------------- |
| 1978 | Лучший режиссёр                                  | Да     | Звёздные войны. Эпизод IV: Новая надежда      |
| 1978 | Лучший сценарий                                  | Да     | Звёздные войны. Эпизод IV: Новая надежда      |
| 1984 | Лучший сценарий (совместно с Лоуренсом Кэзданом) | Нет    | Звёздные войны. Эпизод VI: Возвращение джедая |
| 2000 | Лучший режиссёр                                  | Нет    | Звёздные войны. Эпизод I: Скрытая угроза      |
| 2003 | Лучший режиссёр                                  | Нет    | Звёздные войны. Эпизод II: Атака клонов       |
| 2006 | Лучший режиссёр                                  | Нет    | Звёздные войны. Эпизод III: Месть ситхов      |
| 2006 | Лучший сценарий                                  | Нет    | Звёздные войны. Эпизод III: Месть ситхов      |

## African-American Film Critics Association
| Год  | Приз                  | Победа | Фильм |
| ---- | --------------------- | ------ | ----- |
| 2011 | Cinema Vanguard Award | Да     | —     |

## American Film Institute
| Год  | Номинация                  | Победа | Фильм |
| ---- | -------------------------- | ------ | ----- |
| 2005 | За прижизненные достижения | Да     | —     |

## Art Directors Guild
| Год  | Номинация                | Победа | Фильм |
| ---- | ------------------------ | ------ | ----- |
| 2009 | За вклад в киноиндустрию | Да     | —     |

## BAFTA
| Год  | Номинация                        | Победа | Фильм |
| ---- | -------------------------------- | ------ | ----- |
| 2002 | За превосходство в киноиндустрии | Да     | —     |

## CINE Competition
| Год  | Номинация                    | Победа | Фильм |
| ---- | ---------------------------- | ------ | ----- |
| 1990 | Выпускник USC. Первые 50 лет | Да     | —     |

## Csapnivalo Awards
| Год  | Номинация       | Победа | Фильм                                    |
| ---- | --------------- | ------ | ---------------------------------------- |
| 2000 | Лучший сценарий | Нет    | Звёздные войны. Эпизод I: Скрытая угроза |

## David di Donatello Awards
| Год  | Номинация                                                           | Победа | Фильм      |
| ---- | ------------------------------------------------------------------- | ------ | ---------- |
| 1981 | Лучший иностранный продюсер (совместно с Фрэнсисом Фордом Копполой) | Да     | Тень воина |

## Directors Guild of America
| Год  | Номинация                                   | Победа | Фильм                                    |
| ---- | ------------------------------------------- | ------ | ---------------------------------------- |
| 1974 | Выдающаяся режиссура полнометражного фильма | Нет    | Американские граффити                    |
| 1978 | Выдающаяся режиссура полнометражного фильма | Нет    | Звёздные войны. Эпизод IV: Новая надежда |

## DVD Exclusive Awards
| Год  | Номинация | Победа | Фильм                                                   |
| ---- | --- | ------ | ------------------------------------------------------- |
| 2001 | Лучшие аудиокомментарии (совместно с Риком Маккалумом, Беном Бёрттом, Робом Коулманом, Джоном Ноллом, Дэннисом Мьюреном и Скоттом Сквайерсом) | Нет    | Звёздные войны. Эпизод I: Скрытая угроза                |
| 2003 | Лучшие удалённые или улучшенные сцены | Нет    | Звёздные войны. Эпизод II: Атака клонов                 |
| 2005 | Лучшие аудиокомментарии (совместно с Ирвином Кершнером, Беном Бёрттом, Дэннисом Мьюреном и Кэрри Фишер)                                       | Нет    | Звёздные войны. Эпизод V: Империя наносит ответный удар |

## Evening Standard British Film Awards
| Год  | Номинация    | Победа | Фильм                                    |
| ---- | ------------ | ------ | ---------------------------------------- |
| 1979 | Лучший фильм | Да     | Звёздные войны. Эпизод IV: Новая надежда |

## Gold Derby Awards
| Год  | Номинация               | Победа | Фильм |
| ---- | ----------------------- | ------ | ----- |
| 2010 | За жизненные достижения | Нет    | —     |
| 2011 | За жизненные достижения | Да     | —     |

## Книга рекордов Гиннесса
| Год  | Рекорд                                                            | Победа | Проект                                                   |
| ---- | ----------------------------------------------------------------- | ------ | -------------------------------------------------------- |
| 1982 | Первая видеоигра по "Звёздным войнам"                             | Да     | Star Wars: Episode V - The Empire Strikes Back           |
| 1996 | Крупнейшая мерчендайзинговая кампания к фильму                    | Да     | Звёздные войны. Эпизод I: Скрытая угроза                 |
| 1997 | Самый большой бокс-офис от повторного кинопроката                 | Да     | Звёздные войны. Оригинальная трилогия                    |
| 2000 | Самый прибыльный фильм в жанре космическая опера                  | Да     | Звёздные войны. Эпизод I: Скрытая угроза                 |
| 2005 | Крупнейшая мировая одновременная премьера                         | Да     | Звёздные войны. Эпизод III: Месть ситхов                 |
| 2007 | Самая успешная продажа сопутствующих фигурок к фильму             | Да     | Серия "Звёздные войны"                                   |
| 2007 | Самое большое количество отсылок и пародий в других произведениях | Да     | Серия "Звёздные войны"                                   |
| 2011 | Крупнейшее-состояние сделанное из франшизы фильмов                | Да     | Серия "Звёздные войны"                                   |
| 2011 | Крупнейший масштабный развлекательный проект                      | Да     | Star Wars: The Old Republic                              |
| 2012 | Самое большое количество игр, созданных по одной лицензии         | Да     | Серия "Звёздные войны"                                   |
| 2013 | Самый высокий суммарный кассовый успех режиссёра-мужчины          | Да     | THX 1138, Американские граффити и cерия "Звёздные войны" |
| 2015 | Самый высокий суммарный кассовый успех сценариста                 | Да     | Серии "Звёздные войны" и "Индиана Джонс"                 |
| 2016 | Самая успешная серия книг, основанная на серии фильмов            | Да     | Серия "Звёздные войны"                                   |

## Hochi Film Awards
| Год  | Номинация                         | Победа | Фильм                                    |
| ---- | --------------------------------- | ------ | ---------------------------------------- |
| 1978 | Лучший фильм на иностранном языке | Да     | Звёздные войны. Эпизод IV: Новая надежда |

## Hollywood Film Awards
| Год  | Номинация               | Победа | Фильм                                    |
| ---- | ----------------------- | ------ | ---------------------------------------- |
| 2005 | Голливудский фильм года | Да     | Звёздные войны. Эпизод III: Месть ситхов |

## Hugo Awards
| Год  | Номинация | Победа | Фильм                                                   |
| ---- | --- | ------ | ------------------------------------------------------- |
| 1972 | Лучшая драматическая презентация (совместно с Уолтером Мерчем)                                                          | Нет    | THX 1138                                                |
| 1978 | Лучшая драматическая презентация                                                                                        | Да     | Звёздные войны. Эпизод IV: Новая надежда                |
| 1981 | Лучшая драматическая презентация (совместно с Ирвином Кершнером, Ли Брэкетт и Лоуренсом Кэзданом)                       | Да     | Звёздные войны. Эпизод V: Империя наносит ответный удар |
| 1982 | Лучшая драматическая презентация (совместно со Стивеном Спилбергом, Лоуренсом Кэзданом и Филипом Кауфманом)             | Да     | Индиана Джонс: В поисках утраченного ковчега            |
| 1984 | Лучшая драматическая презентация (совместно с Ричардом Маркуандом и Лоуренсом Кэзданом)                                 | Да     | Звёздные войны. Эпизод VI: Возвращение джедая           |
| 1989 | Лучшая драматическая презентация (совместно с Роном Ховардом и Бобом Долманом)                                          | Нет    | Уиллоу                                                  |
| 1990 | Лучшая драматическая презентация (совместно со Стивеном Спилбергом, Джеффри Боэмом, Менно Мейесом, и Филипом Кауфманом) | Да     | Индиана Джонс и последний крестовый поход               |

## Image Awards
| Год  | Номинация      | Победа | Фильм |
| ---- | -------------- | ------ | ----- |
| 2012 | Vanguard Award | Да     | —     |
| 2013 | Vanguard Award | Да     | —     |

## Italian National Syndicate of Film Journalists
| Год  | Номинация                   | Победа | Фильм                 |
| ---- | --------------------------- | ------ | --------------------- |
| 1975 | Лучший иностранный режиссёр | Нет    | Американские граффити |

## Kinema Junpo Awards
| Год  | Номинация                           | Победа | Фильм                                    |
| ---- | ----------------------------------- | ------ | ---------------------------------------- |
| 1979 | Лучший режиссёр иностранного фильма | Да     | Звёздные войны. Эпизод IV: Новая надежда |

## Locarno International Film Festival
| Год  | Номинация      | Победа | Фильм                 |
| ---- | -------------- | ------ | --------------------- |
| 1973 | Bronze Leopard | Да     | Американские граффити |

## Motion Picture Sound Editors
| Год  | Номинация                | Победа | Фильм |
| ---- | ------------------------ | ------ | ----- |
| 2005 | Filmmaker's Award        | Да     | —     |
| 2009 | Career Achievement Award | Да     | —     |

## National Board of Review
| Год  | Номинация              | Победа | Фильм |
| ---- | ---------------------- | ------ | ----- |
| 2002 | За визионерский талант | Да     | —     |

## National Society of Film Critics Awards
| Год  | Номинация                                                    | Победа | Фильм                 |
| ---- | ------------------------------------------------------------ | ------ | --------------------- |
| 1974 | Лучший сценарий (совместно с Глорией Кац и Уиллардом Хайком) | Да     | Американские граффити |

## New York Film Critics Circle Awards
| Год  | Номинация                                                    | Победа | Фильм                 |
| ---- | ------------------------------------------------------------ | ------ | --------------------- |
| 1974 | Лучший сценарий (совместно с Глорией Кац и Уиллардом Хайком) | Да     | Американские граффити |

## Online Film & Television Association
| Год  | Номинация       | Победа | Фильм |
| ---- | --------------- | ------ | ----- |
| 2018 | За креативность | Да     | —     |

## PGA Awards
| Год  | Номинация      | Победа | Фильм |
| ---- | -------------- | ------ | ----- |
| 2003 | Vanguard Award | Да     | —     |

## Золотая малина
| Год  | Номинация                                        | Победа | Фильм                                    |
| ---- | ------------------------------------------------ | ------ | ---------------------------------------- |
| 1989 | Худший сценарий (совместно с Бобом Долманом)     | Нет    | Уиллоу                                   |
| 2000 | Худшая режиссура                                 | Нет    | Звёздные войны. Эпизод I: Скрытая угроза |
| 2000 | Худший сценарий                                  | Нет    | Звёздные войны. Эпизод I: Скрытая угроза |
| 2003 | Худшая режиссура                                 | Нет    | Звёздные войны. Эпизод II: Атака клонов  |
| 2003 | Худший сценарий (совместно с Джонатаном Хейлзом) | Да     | Звёздные войны. Эпизод II: Атака клонов  |

## Rondo Hatton Classic Horror Awards
| Год  | Номинация             | Победа | Фильм                                    |
| ---- | --------------------- | ------ | ---------------------------------------- |
| 2002 | Лучший жанровый фильм | Нет    | Звёздные войны. Эпизод II: Атака клонов  |
| 2005 | Лучший фильм          | Нет    | Звёздные войны. Эпизод III: Месть ситхов |

## Satellite Awards
| Год  | Номинация          | Победа | Фильм |
| ---- | ------------------ | ------ | ----- |
| 2003 | Nicola Tesla Award | Да     | —     |

## Sci-Fi Universe Magazine
| Год  | Номинация               | Победа | Фильм |
| ---- | ----------------------- | ------ | ----- |
| 1995 | За жизненные достижения | Да     | —     |

## SFX Awards
| Год  | Номинация                                                  | Победа | Фильм                                   |
| ---- | ---------------------------------------------------------- | ------ | --------------------------------------- |
| 2003 | Лучшая режиссура фэнтези или научно-фантастического фильма | Нет    | Звёздные войны. Эпизод II: Атака клонов |

## ShoWest Convention
| Год  | Номинация                   | Победа | Фильм |
| ---- | --------------------------- | ------ | ----- |
| 1978 | Режиссёр года               | Да     | —     |
| 2005 | За галактические достижения | Да     | —     |

## The Stinkers Bad Movie Awards
| Год  | Номинация                                                                                           | Победа | Фильм                                    |
| ---- | --------------------------------------------------------------------------------------------------- | ------ | ---------------------------------------- |
| 1999 | Худший сценарий для голливудского фильма стоимостью более $100 млн                                  | Нет    | Звёздные войны. Эпизод I: Скрытая угроза |
| 2002 | Худший сценарий для голливудского фильма стоимостью более $100 млн (совместно с Джонатаном Хейлзом) | Нет    | Звёздные войны. Эпизод II: Атака клонов  |
| 2005 | Худший сценарий для голливудского фильма стоимостью более $100 млн                                  | Нет    | Звёздные войны. Эпизод III: Месть ситхов |

## Visual Effects Society Awards
| Год  | Номинация               | Победа | Фильм |
| ---- | ----------------------- | ------ | ----- |
| 2004 | За жизненные достижения | Да     | —     |
| 2007 | Почётное членство       | Да     | —     |

## Women in Film Crystal + Lucy Awards

### Women in Film Crystal
| Год  | Номинация              | Победа | Фильм |
| ---- | ---------------------- | ------ | ----- |
| 2013 | За гуманитарные усилия | Да     | —     |

### Women in Film Lucy Awards
| Год  | Номинация              | Победа | Фильм |
| ---- | ---------------------- | ------ | ----- |
| 2013 | За гуманитарные усилия | Да     | —     |

## Writers Guild of America
| Год  | Номинация                                                                                    | Победа | Фильм                                        |
| ---- | -------------------------------------------------------------------------------------------- | ------ | -------------------------------------------- |
| 1974 | Лучший оригинальный комедийный сценарий (совместно с Глорией Кац и Уиллардом Хайком)         | Нет    | Американские граффити                        |
| 1978 | Лучший оригинальный комедийный сценарий                                                      | Нет    | Звёздные войны. Эпизод IV: Новая надежда     |
| 1982 | Лучший оригинальный комедийный сценарий (совместно с Лоуренсом Кэзданом и Филипом Кауфманом) | Нет    | Индиана Джонс: В поисках утраченного ковчега |

## Yoga Awards
| Год  | Номинация                   | Победа | Фильм |
| ---- | --------------------------- | ------ | ----- |
| 2000 | Худший иностранный режиссёр | Да     | —     |

## Young Artist Awards
| Год  | Номинация                  | Победа | Фильм |
| ---- | -------------------------- | ------ | ----- |
| 2000 | Награда имени Джека Кугана | Да     | —     |

## Прочие привилегии и поощрения
| Год  | Событие |
| ---- | --- |
| 2006 | Введён в Зал славы научной фантастики                                                                            |
| 2007 | Гранд-маршал на Параде Роз                                                                                       |
| 2009 | Введён в Зал славы Калифорнии (в составе Оклендского музея Калифорнии)                                           |
| 2013 | Национальная медаль США в области искусств за вклад в американское кино (вручена Президентом США Баракой Обамой) |
| 2014 | Получил почётное членство в Society of Motion Picture and Television Engineers                                   |
| 2015 | Признан Легендой Диснея                                                                                          |
| 2015 | Стал лауреатом премии Кеннеди                                                                                    |